# Giro de Italia 1920
La 8.ª edición del Giro de Italia se disputó entre el 23 de mayo y el 6 de junio de 1920, con un recorrido de 8 etapas y 2632 km, que el vencedor completó a una velocidad media de 25,639 km/h. La carrera comenzó y terminó en Milán.
Tomaron la salida 49 participantes, de los cuales sólo 10 llegaron a la meta final. 
Gaetano Belloni, segundo el año anterior y ganador de tres etapas en esta edición, fue el vencedor en la clasificación general, por delante de su compatriota Angelo Gremo y del francés Jean Alavoine.

## Etapas
| Etapa     | Fecha     | Recorrido        | Distancia (km) | Ganador                | Líder             |
| --------- | --------- | ---------------- | -------------- | ---------------------- | ----------------- |
| 1.ª etapa | 23 de may | Milán-Turín      | 348,8          | Giuseppe Olivieri      | Giuseppe Olivieri |
| 2.ª etapa | 25 de may | Turín-Lucca      | 378,3          | Gaetano Belloni        | Gaetano Belloni   |
| 3.ª etapa | 27 de may | Lucca-Roma       | 386,6          | Gaetano Belloni        | Gaetano Belloni   |
| 4.ª etapa | 29 de may | Roma-Chieti      | 234,3          | Jean Alavoine          | Gaetano Belloni   |
| 5.ª etapa | 31 de may | Chieti-Macerata  | 231,7          | Leopoldo Torricelli    | Angelo Gremo      |
| 6.ª etapa | 2 de jun  | Macerata-Bolonia | 282,3          | Jean Alavoine          | Angelo Gremo      |
| 7.ª etapa | 4 de jun  | Bolonia-Trieste  | 349,5          | Gaetano Belloni        | Gaetano Belloni   |
| 8.ª etapa | 6 de jun  | Trieste-Milán    | 421,3          | 9 ciclistas a ex aequo | Gaetano Belloni   |
| Total     | Total     | Total            | 2632,8         |                        |                   |

Nota: Los ganadores de la 8.ª etapa fueron:
- Enrico Sala

## Clasificaciones

### Clasificación general
| Clasificación general |                     |               |                   |
| Ciclista              | Ciclista            | Equipo        | Tiempo            |
| --------------------- | ------------------- | ------------- | ----------------- |
| 1.º                   | Gaetano Belloni     | Bianchi       | 102 h 44 min 33 s |
| 2.º                   | Angelo Gremo        | Bianchi       | + 32 min 24 s     |
| 3.º                   | Jean Alavoine       | Bianchi       | + 1 h 01 min 14 s |
| 4.º                   | Emilio Petiva       | Gaia          | + 3 h 02 min 44 s |
| 5.º                   | Domenico Schierano  | Independiente | + 3 h 36 min 20 s |
| 6.º                   | Marcel Buysse       | Bianchi       | + 3 h 52 min 49 s |
| 7.º                   | Ugo Agostoni        | Bianchi       | + 4 h 17 min 35 s |
| 8.º                   | Enrico Sala         | Independiente | + 4 h 43 min 28 s |
| 9.º                   | Giovanni Rossignoli | Bianchi       | + 5 h 54 min 47 s |
| 10.º                  | Nicola Di Biase     | Independiente | + 6 h 03 min 16 s |

### Clasificación por equipos
| Clasificación por equipos |         |        |
| Equipo                    | Equipo  | Tiempo |
| ------------------------- | ------- | ------ |
| 1.º                       | Bianchi | -      |